# TRAPPC4
TRAPPC4‏ (Trafficking protein particle complex 4) هوَ بروتين يُشَفر بواسطة جين TRAPPC4 في الإنسان.